# Rajaji-Nationalpark

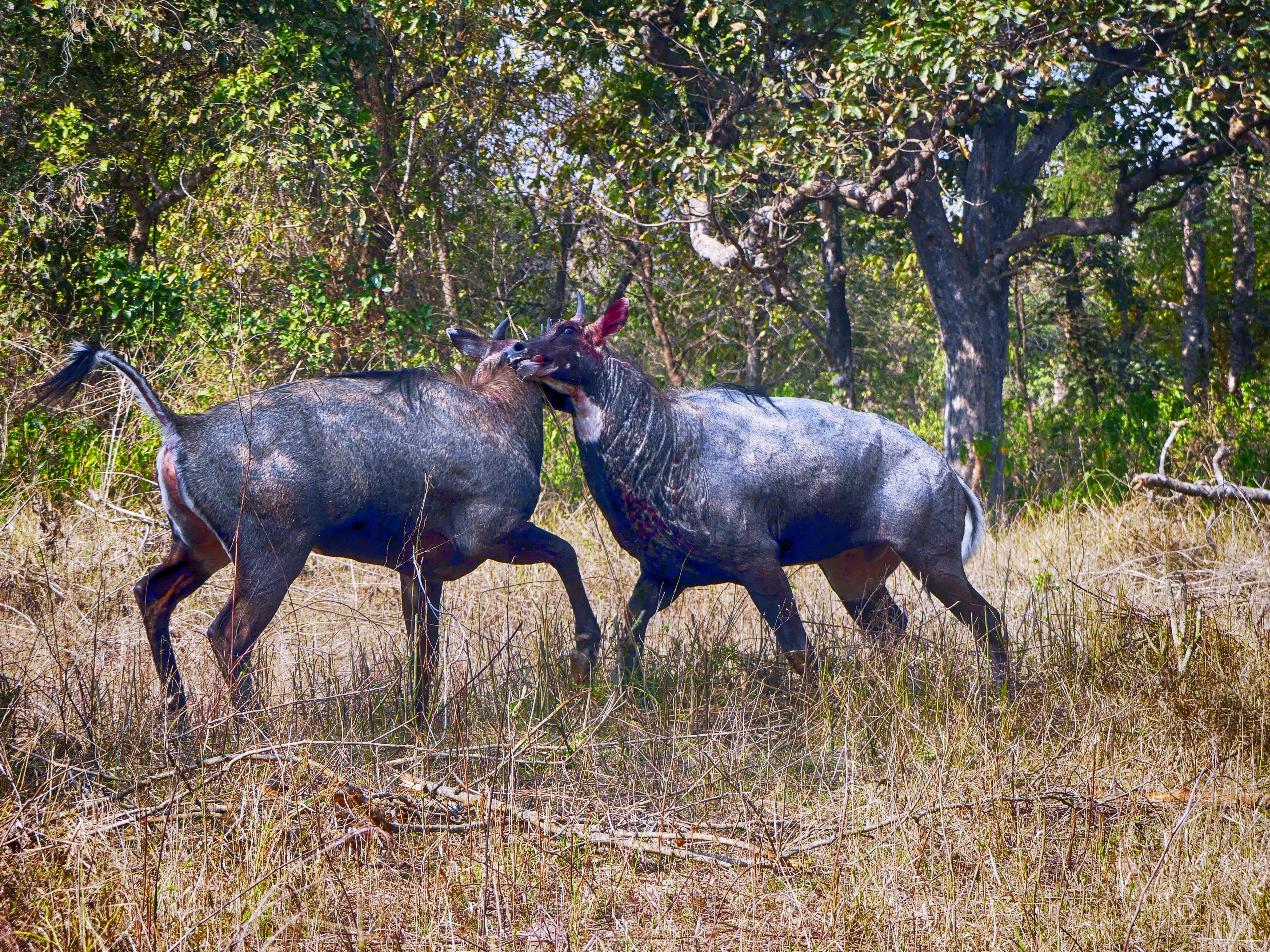
Zwei Nilgauantilopen beim Kampf im Nationalpark

Der Rajaji-Nationalpark (Hindi राजाजी राष्ट्रीय उद्यान IAST Rājājī rāṣṭrīya udyāna) liegt im indischen Bundesstaat Uttarakhand nahe der Stadt Haridwar wurde im Jahr 1984 durch die Zusammenlegung mehrerer Wildreservate gegründet. Sein Name leitet sich von dem berühmten Freiheitskämpfer C. Rajagopalachari her.
Der Park hat eine Fläche von 820 km² und stellt heute etwa die nordöstliche Verbreitungsgrenze des Asiatischen Elefanten dar. Mit über 400 Exemplaren (im Jahr 1999) beherbergt er zugleich eine der größten Elefantenpopulationen Nordindiens. Im Nationalpark wurden zur gleichen Zeit etwa 30 Bengalische Tiger gezählt. Im Park kommen außerdem Indische Leoparden, Lippenbären, Streifenhyänen, Axishirsche, Sambarhirsche, Nilgauantilopen, Wildschweine und Goral vor. Die Landschaft besteht aus halbimmergrünen Wäldern, laubabwerfenden Salwäldern und üppigen Grasflächen.
Einst waren die Wälder des Gebietes mit denen des heutigen Corbett-Nationalparks, der wenige Kilometer weiter südöstlich liegt, zusammenhängend. Heute sind die beiden Reservate jedoch mit Ausnahme weniger Korridore durch Siedlungen und Landwirtschaftsflächen voneinander isoliert.